# Reprezentacja Chorwacji na żużlu
Reprezentacja Chorwacji na żużlu – grupa żużlowców reprezentujących Republikę Chorwacji w sportowych imprezach międzynarodowych. Za jej funkcjonowanie odpowiedzialny jest Hrvatski motociklistički savez (HMS).
Do 1991 roku zawodnicy chorwaccy wchodzili w skład reprezentacji Jugosławii. Na arenie międzynarodowej Chorwaci zadebiutowali w 1995 roku, biorąc udział w eliminacjach Drużynowych Mistrzostw Świata. W składzie drużyny znaleźli się Zlatko Krznarić, Renato Kuster i Željko Feher. Ponadto w tym samym roku Krznarić wziął udział w eliminacjach do Grand Prix na Żużlu 1996, a Kuster do Indywidualnych Mistrzostw Świata Juniorów. Po zakończeniu kariery przez Juricę Pavlica w 2020 roku, w latach 2021-2024 Chorwacja nie była reprezentowana w rozgrywkach żużlowych. W sezonie 2025 barwy tego kraju będzie reprezentował słoweński zawodnik Matej Žagar.

## Osiągnięcia

### Mistrzostwa świata
Indywidualne mistrzostwa świata juniorów
- 2. miejsce (1):
  - 2009 – Jurica Pavlic
- 3. miejsce (1):
  - 2008 – Jurica Pavlic

### Mistrzostwa Europy
Mistrzostwa Europy par
- 3. miejsce (1): 2010

Indywidualne mistrzostwa Europy
- 1. miejsce (1):
  - 2007 – Jurica Pavlic

Indywidualne mistrzostwa Europy juniorów
- 1. miejsce (1):
  - 2006 – Jurica Pavlic
- 2. miejsce (1):
  - 2007 – Jurica Pavlic

## Chorwaccy mistrzowie Europy
| Imię i nazwisko | Tytuły ME | Indywidualni (od 2001) | Indywidualni (od 2001) | Pary (od 2004) | Pary (od 2004) | Drużynowi (od 2022) | Drużynowi (od 2022) | Tytuły MEJ | Indywidualni U-19 (od 1998) | Indywidualni U-19 (od 1998) | Pary U-19 (od 2021) | Pary U-19 (od 2021) | Drużynowi U-24 (od 2008) | Drużynowi U-24 (od 2008) | Tytuły łącznie |
| Imię i nazwisko | Tytuły ME | Łącznie                | Lata                   | Łącznie        | Lata           | Łącznie             | Lata                | Tytuły MEJ | Łącznie                     | Lata                        | Łącznie             | Lata                | Łącznie                  | Lata                     | Tytuły łącznie |
| --------------- | --------- | ---------------------- | ---------------------- | -------------- | -------------- | ------------------- | ------------------- | ---------- | --------------------------- | --------------------------- | ------------------- | ------------------- | ------------------------ | ------------------------ | -------------- |
| Jurica Pavlic   | 1         | 1                      | 2007                   |                |                |                     |                     | 1          | 1                           | 2006                        |                     |                     |                          |                          | 2              |